# Zoey Clark
Zoey Clark (Aberdeen, 25 ottobre 1994) è una velocista britannica.

## Palmarès
| Anno                                  | Manifestazione          | Sede       | Evento        | Risultato  | Prestazione | Note                                     |
| ------------------------------------- | ----------------------- | ---------- | ------------- | ---------- | ----------- | ---------------------------------------- |
| In rappresentanza della Gran Bretagna |                         |            |               |            |             |                                          |
| 2011                                  | Europei U20             | Tallinn    | 4×400 m       | Oro        | 3'35"29     |                                          |
| 2015                                  | Europei U23             | Tallinn    | 4×400 m       | Oro        | 3'30"07     | Miglior prestazione nazionale under 23   |
| 2017                                  | Mondiali                | Londra     | 400 m piani   | Semifinale | 51"81       | Miglior prestazione personale stagionale |
| 2017                                  | Mondiali                | Londra     | 4×400 m       | Argento    | 3'25"00     |                                          |
| 2018                                  | Mondiali indoor         | Birmingham | 400 m piani   | 6ª         | 52"16       |                                          |
| 2018                                  | Mondiali indoor         | Birmingham | 4×400 m       | Bronzo     | 3'29"38     |                                          |
| 2018                                  | Europei                 | Berlino    | 4×400 m       | Bronzo     | 3'27"40     |                                          |
| 2019                                  | Europei indoor          | Glasgow    | 400 m piani   | Batteria   | 53"85       |                                          |
| 2019                                  | Europei indoor          | Glasgow    | 4×400 m       | Argento    | 3'29"55     |                                          |
| 2019                                  | World Relays            | Yokohama   | 4×400 m       | 6ª         | 3'28"96     |                                          |
| 2019                                  | Mondiali                | Doha       | 4×400 m       | 4ª         | 3'23"02     |                                          |
| 2019                                  | Mondiali                | Doha       | 4×400 m mista | 4ª         | 3'12"27     | Record europeo                           |
| 2021                                  | Europei indoor          | Toruń      | 4×400 m       | Argento    | 3'28"20     |                                          |
| 2021                                  | World Relays            | Chorzów    | 4×400 m       | Bronzo     | 3'29"27     | [ 1 ]                                    |
| 2021                                  | World Relays            | Chorzów    | 4×400 m mista | 5º         | 3'18"87     |                                          |
| 2021                                  | Giochi olimpici         | Tokyo      | 4×400 m mista | 6º         | 3'12"07     |                                          |
| 2021                                  | Giochi olimpici         | Tokyo      | 4×400 m       | 5ª         | 3'22"59     |                                          |
| 2022                                  | Mondiali                | Eugene     | 4×400 m mista | Batteria   | 3'14"75     |                                          |
| 2022                                  | Europei                 | Monaco     | 4×400 m       | Bronzo     | 3'21"74     | [ 1 ]                                    |
| In rappresentanza della Scozia        |                         |            |               |            |             |                                          |
| 2014                                  | Giochi del Commonwealth | Glasgow    | 4×400 m       | Batteria   | 3'33"91     |                                          |
| 2018                                  | Giochi del Commonwealth | Gold Coast | 400 m piani   | Semifinale | 52"06       |                                          |
| 2018                                  | Giochi del Commonwealth | Gold Coast | 4×400 m       | 6ª         | 3'29"18     |                                          |
| 2022                                  | Giochi del Commonwealth | Birmingham | 400 m piani   | 8ª         | 51"90       |                                          |
| 2022                                  | Giochi del Commonwealth | Birmingham | 4×400 m       | Bronzo     | 3'30"15     |                                          |